# جايل جونز
جايل جونز ولدت في (23 نوفمبر 1949)  كاتبة أمريكية منمدينة ليكسينجتون ، ولاية كنتاكي. وهي معروفة كشخصية رئيسية في الأدب الأفريقي الأمريكي في القرن العشرين. تفترض إيماني بيري أن جونز هي «واحدة من أكثر الكتاب تنوعا وتحولا في القرن العشرين»  بينما يصفها كالفن بيكر بأنها «أفضل روائية أمريكية قد لا تعرف اسمها.» 
نشرت جونز روايتها الأولى Corregidora في سن 25. لاقى الكتاب، الذي حرره توني موريسون، بإشادة من النقاد وأشاد به كبار المفكرين بمن فيهم جيمس بالدوين وجون أبدايك. حظيت روايتها في السنة الثانية «رجل حواء» بشهرة أقل واتصفت بأنها «خطيرة» من بعض النقاد لتصويرها الخام للقسوة والعنف. واستمرت جونز في النشر في أواخر التسعينيات، حيث أصدرت (The Healing الشفاء) و (Mosquito الباعوضة) - الذي تم ترشيحه في القائمة المختصرة لجائزة الكتاب الوطني. بعد انتحار زوجها في عام 1998، انسحبت جونز من الحياة العامة. في عام 2021، نشرت أول عمل لها منذ 22 عامًا (بالماريس Palmares). كان أحد المرشحين النهائيين لجائزة بوليتزر للخيال لعام 2022.

## نشأتها وتعليمها
ولدت جونز في 23 نوفمبر 1949 وكانت ابنة لفرانكلين ولوسيل جونز. كان والدها طباخًا ووالدتها مدبرة منزل وكاتبة.  نشأت جونز في حي سبيجل هايتس في ليكسينغتون بولاية كنتاكي، في منزل بدون مرحاض داخلي.  نشأت جونز في عائلة تروي القصص: كانت تكتب جدتها المسرحيات للكنيسة، وكانت والدتها تختلق دائما قصصًا للترفيه عن الأطفال وباقي افراد الاسرة.  ذكرت جونز، «بدأت الكتابة عندما منذفي السابعة، لأنني رأيت أمي تكتب، ولأنها كانت تقرأ القصص لي ولاخي، قصصًا من كتابتها». على الرغم من وصفها بأنها خجولة بشكل مؤلم، إلا أن العديد من معلمي جونز في الابتدائية لاحظوا مهاراتها في الكتابة وشجعوا موهبتها على النمو.
في البداية التحقت جونز بمدارس منفصلة ولكن في المدرسة الثانوية التحقت كواحدة من الطلاب السود القلائل في مدرسة هنري كلاي الثانوية.  كانت ناجحة دراسيا وحصلت على توصية، من الكاتبة إليزابيث هاردويك، إلى كلية كونيتيكت.  هناك أصبحت طالبة للشعراء ويليام ميريديث وروبرت هايدن.  تخرجت عام 1971،  وحصلت على بكالوريوس الآداب في اللغة الإنجليزية. أثناء التحاقها بالكلية، حصلت أيضًا على جائزة فرانسيس ستيلوف للخيال.  ثم بدأت برنامج الدراسات العليا في الكتابة الإبداعية في جامعة براون، ودرست على يد الشاعر مايكل هاربر وحصلت على ماجستير في الآداب عام 1973 ودكتوراه في الآداب عام 1975.

## ثبت مراجع محددة

### الخيال
- كوريجيدورا (رواية) (1975)
- رجل إيفا (رواية) (1976)
- الجرذ الأبيض (قصص قصيرة) (1977)
- رافينا (قصص قصيرة) (1986)
- الشفاء (رواية) (1998)
- البعوض (رواية) (1999)
- بالماريس (رواية) (2021)

### مجموعة شعرية
- أغنية أنينيو (1981)
- المرأة الناسك (1983)
- Xarque وقصائد أخرى (1985)

### أعمال أخرى
MERY EHAB